# Роузи
«Роузи» (англ. The Roses) — сатирична чорна комедія 2025 року, знята режисером Джемом Роучем за сценарієм Тоні Макнамари. Фільм заснований на романі 1981 року «Війна подружжя Роуз» Воррена Адлера та є ремейком однойменної стрічки 1989 року. У головних ролях — Бенедикт Камбербетч, Олівія Колман, Енді Семберґ і Кейт Маккіннон.
Прем'єра фільму в Україні відбудеться 29 серпня 2025 року; дистриб’ютором виступить Kinomania Film Distribution.

## Акторський склад
- Бенедикт Камбербетч — Тео Роуз
- Олівія Колман — Айві Роуз
- Енді Семберґ — Баррі
- Кейт Маккіннон — Емі
- Елісон Дженні — Елеанор
- Белінда Бромілоу — Дженіс
- Суніта Мані
- Шуті Ґатва
- Джеймі Деметріу
- Зої Чао
- Гала Фінлі
- Акі Котабе

## Виробництво
У квітні 2024 року було оголошено, що Бенедикт Камбербетч та Олівія Колман зіграють головні ролі та виступлять продюсерами нового переосмислення фільму 1989 року (створеного студією 20th Century Studios, сестринською компанією Searchlight). Режисером став Джей Роуч, а сценарій написав Тоні Макнамара. У червні 2024 року до акторського складу приєдналися Кейт Маккіннон, Енді Семберґ та інші актори.

### Знімання
Зйомки розпочалися 10 червня 2024 року в графстві Девон, Велика Британія.

## Прем'єра
Прем'єра фільму «Роузи» запланована на 29 серпня 2025 року.